# 格拉鲁斯山

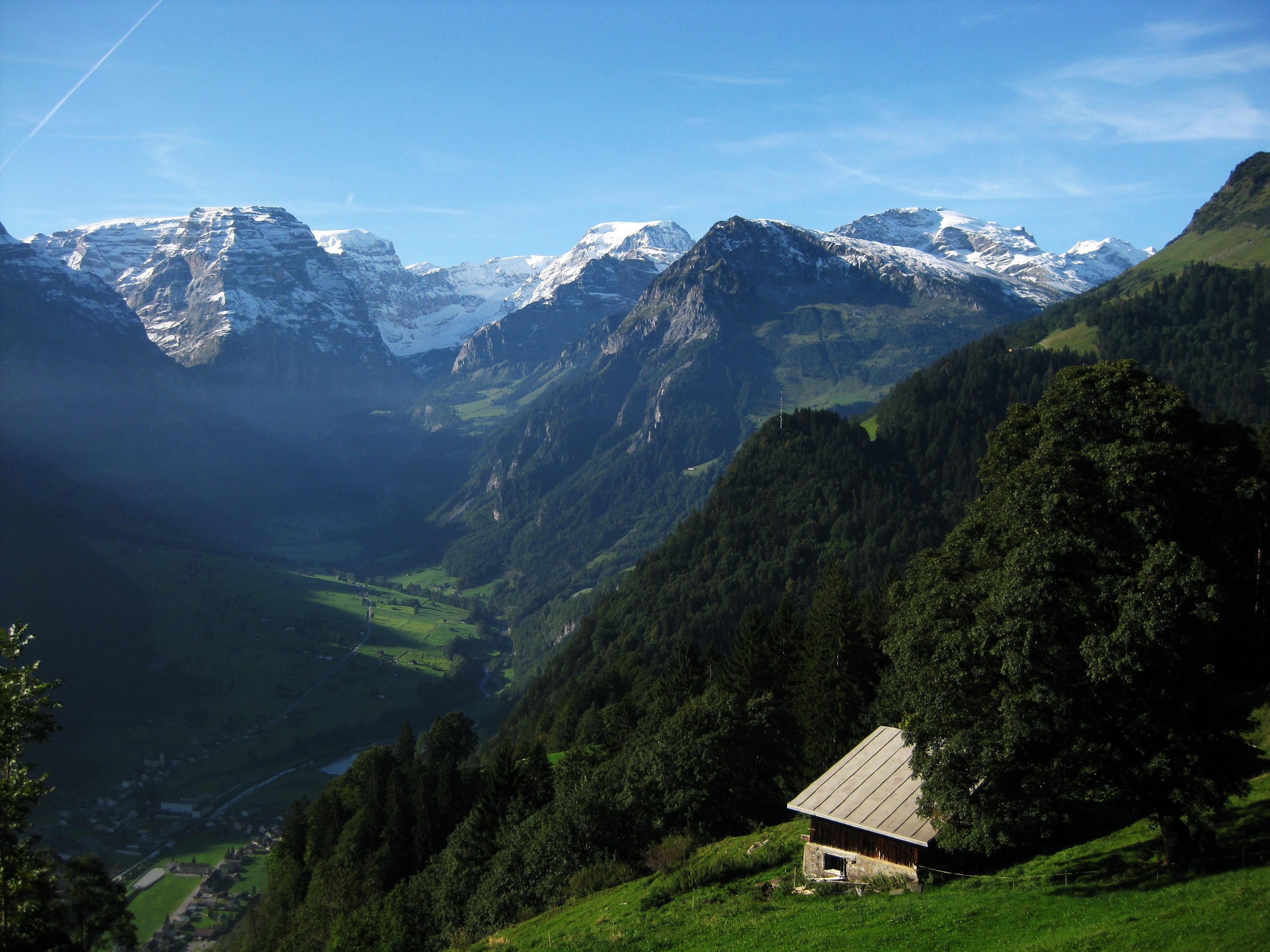

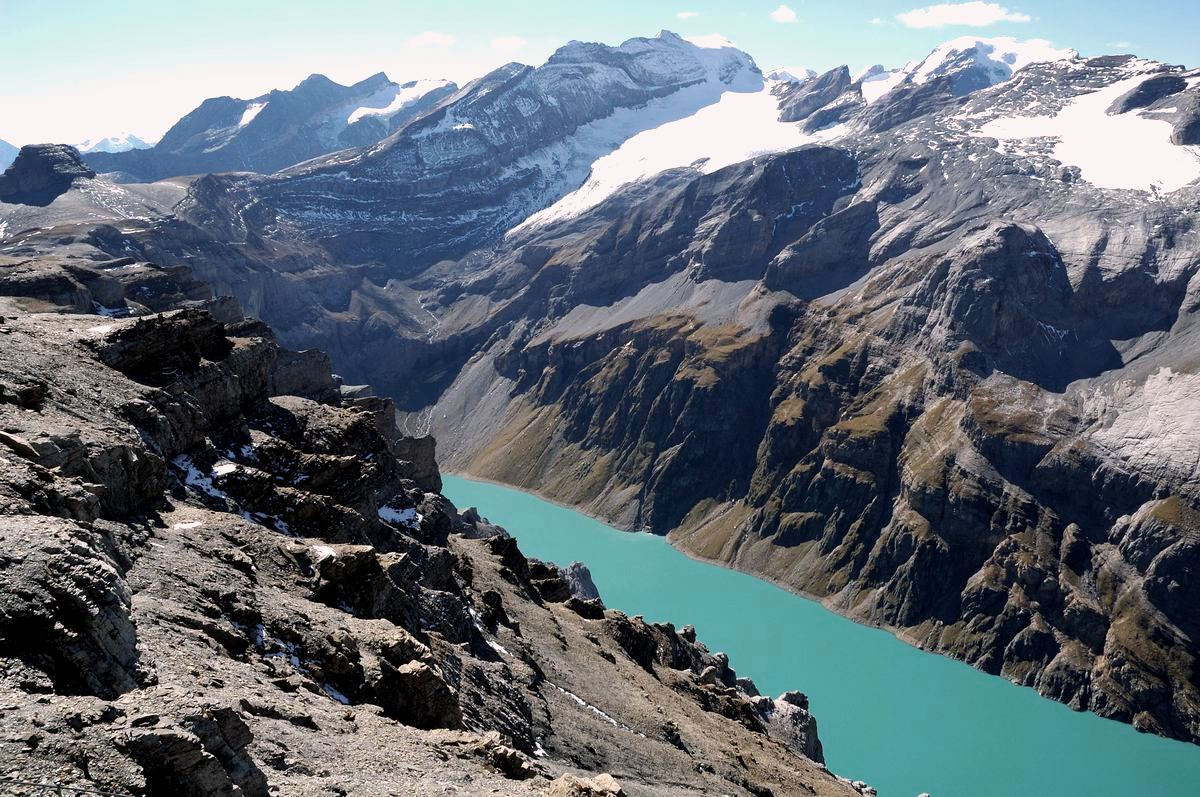

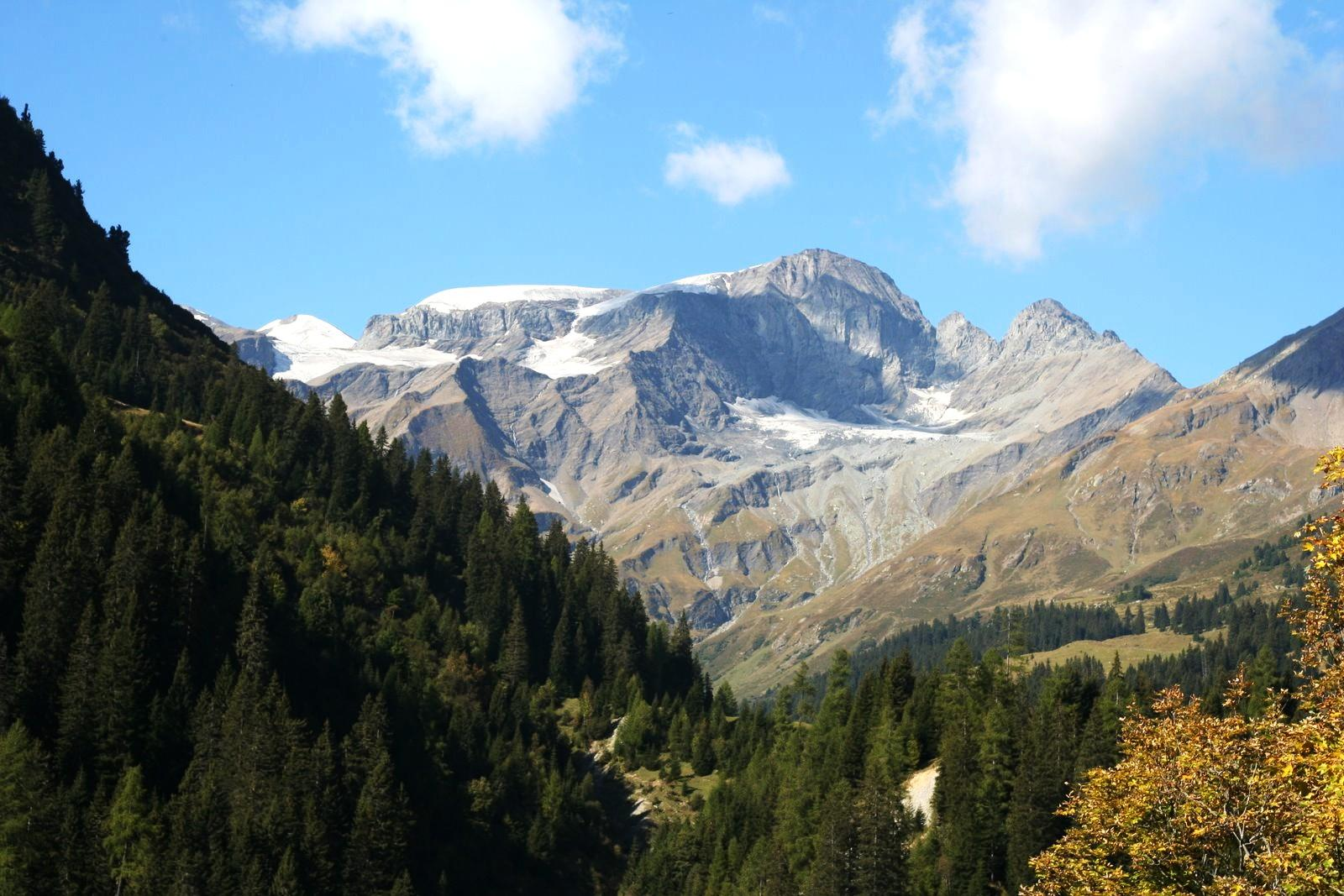

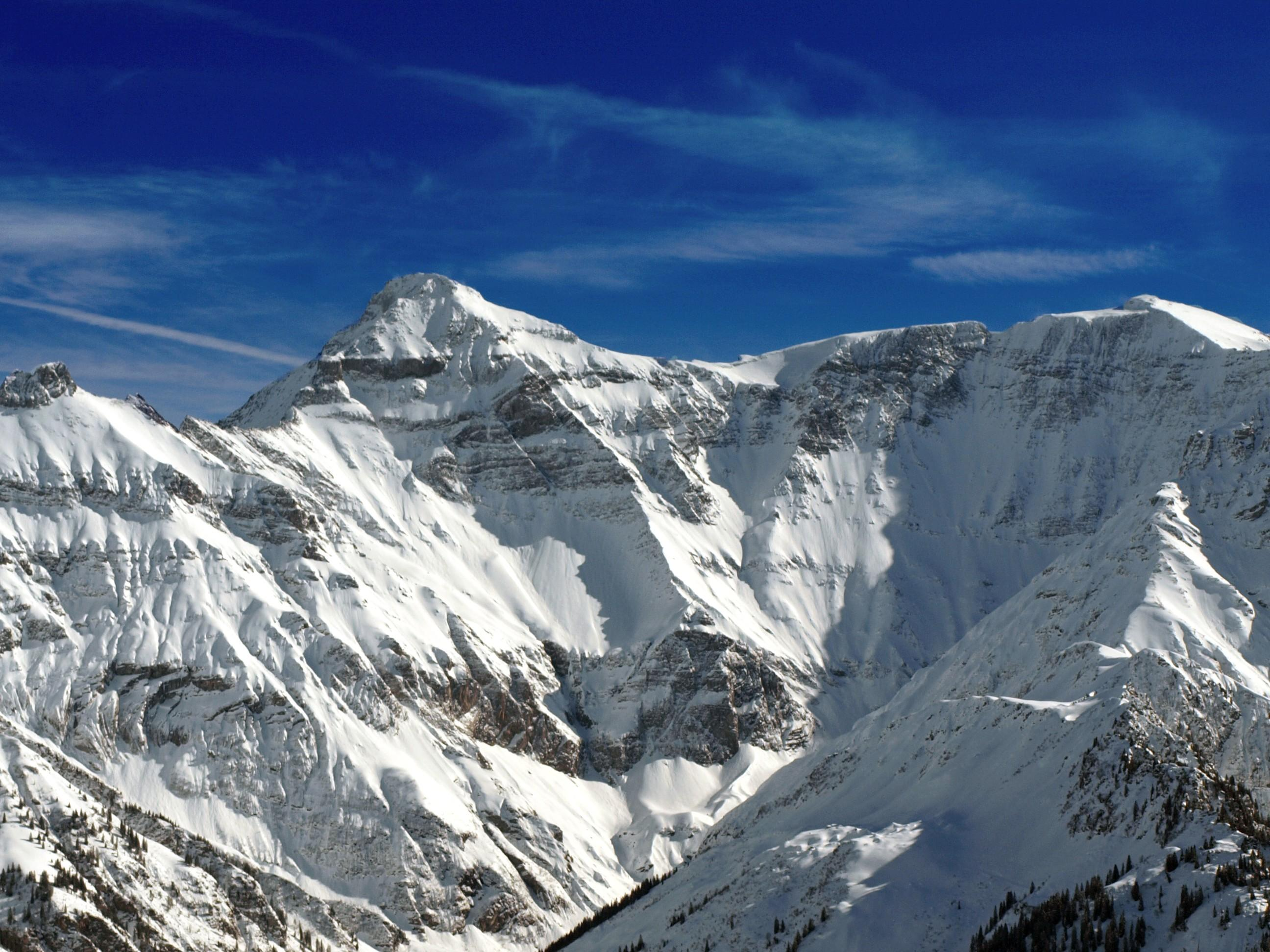

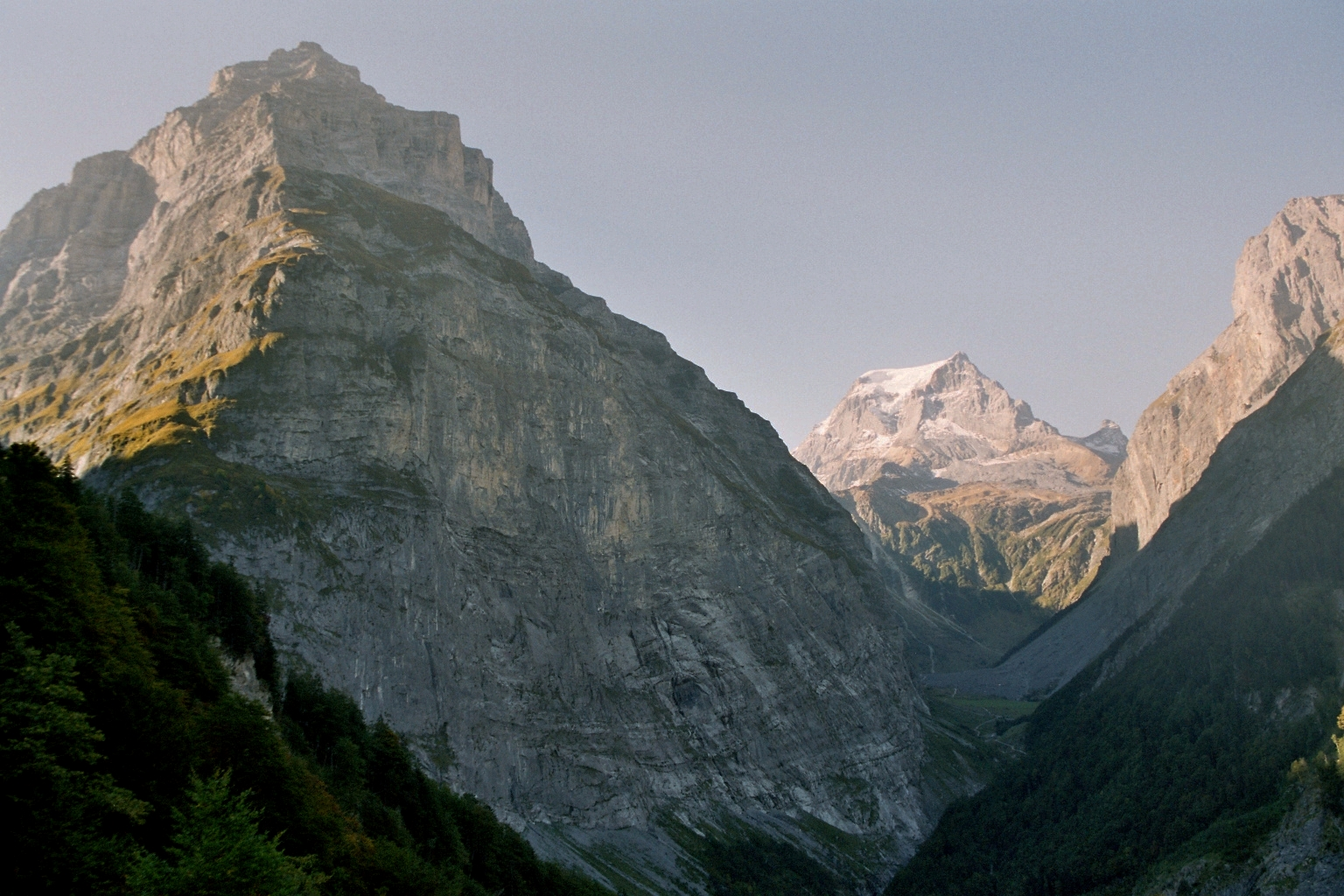

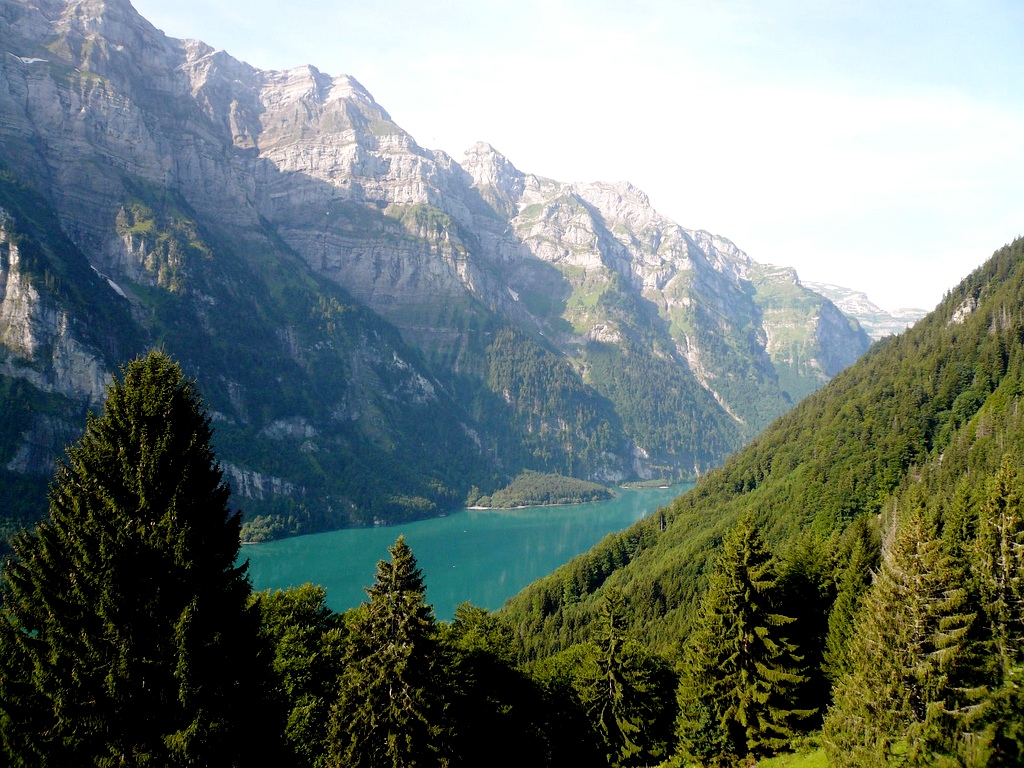

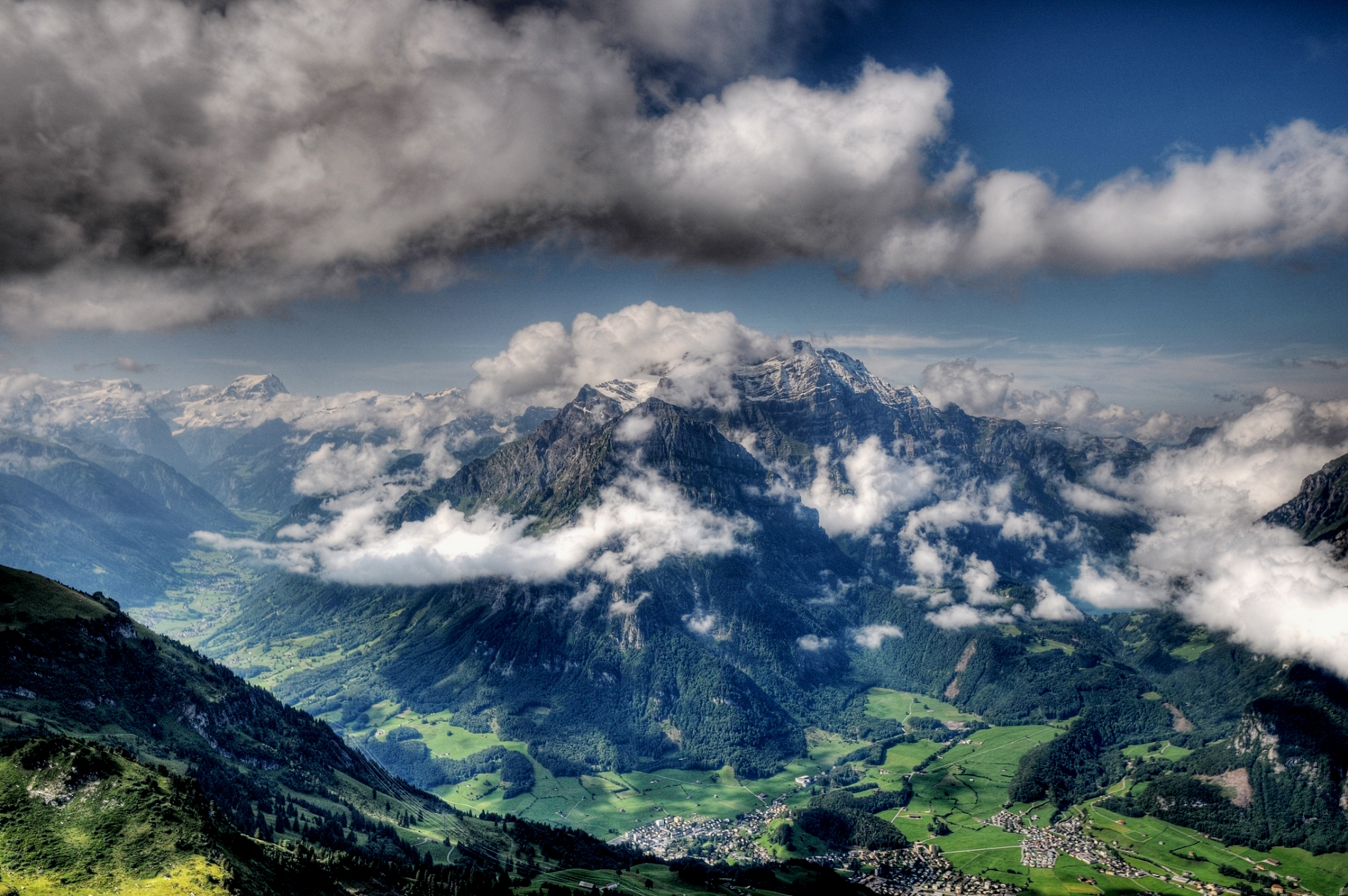

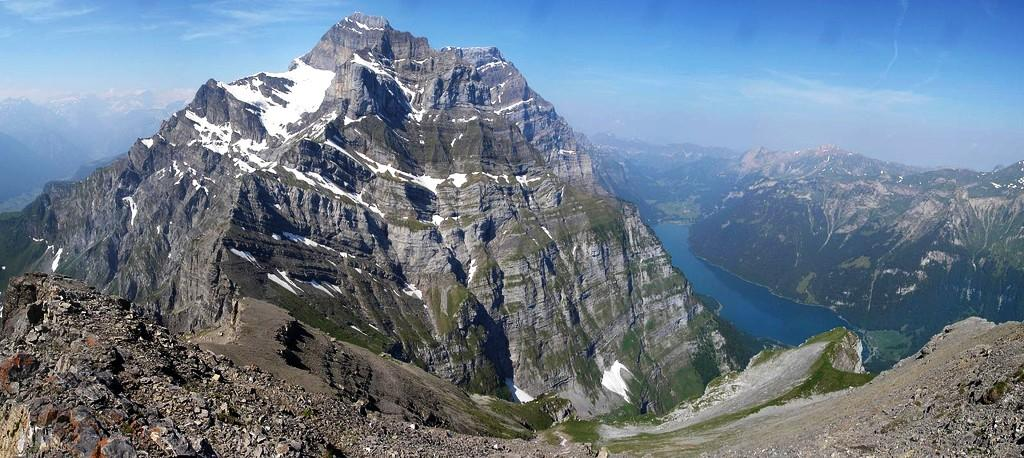

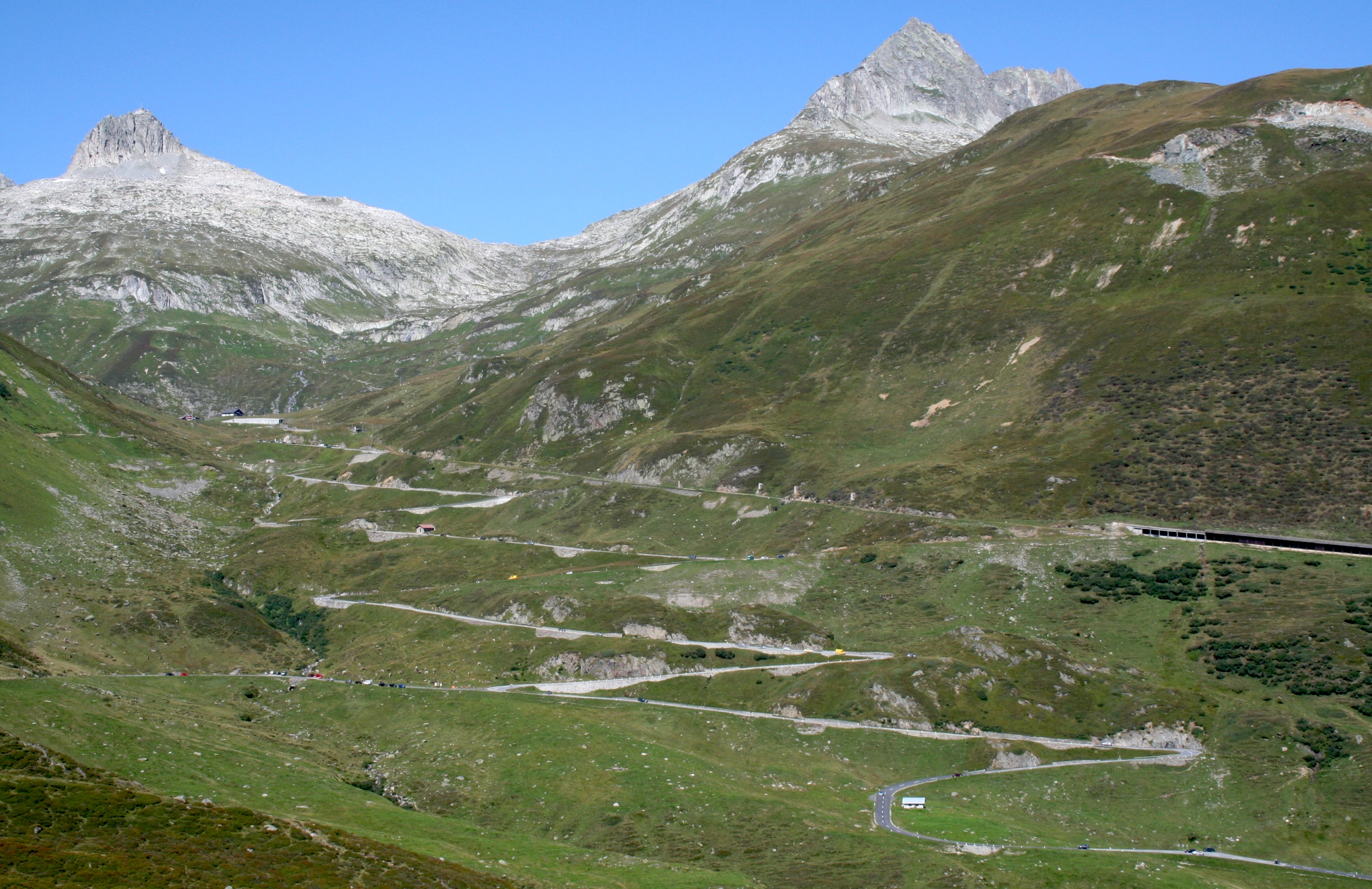

格拉鲁斯山（德语：Glarner Alpen；法语：Alpes glaronaises；意大利语：Alpi Glaronesi；英语：Glarus Alps）是瑞士的山脈，位於該國中部，是西阿爾卑斯山脈的一部分，橫跨格拉魯斯州、烏里州、格勞賓登州和聖加侖州，最高點海拔高度3,614米。

## 外部連結
- Swiss official cartography (Swiss Federal Office of Topography - Swisstopo); on-line version: map.geo.admin.ch （页面存档备份，存于）
- The Glarus Alps on SummitPost （页面存档备份，存于）